# Krylja Sowietow Moskwa (piłka nożna)
Krylja Sowietow Moskwa (ros. Крылья Советов Москва) – rosyjski klub piłkarski z Moskwy.

## Historia
Moskiweska drużyna piłkarska Krylii Sowietow została założona w 1934 roku. Nazwa klubu oznacza w języku polskim Skrzydła Sowietów. Wiosną 1936 zespół debiutował w Grupie G Mistrzostw ZSRR. W 1937 zajął 3. miejsce w Grupie G i po reformie systemu lig ZSRR awansował o dwie ligi do Grupy A, jednak nie utrzymał się w niej. Zajął przedostatnie 25. miejsce i spadł do Grupy B. W 1939 został zwycięzcą Grupy i powrócił do Grupy A. W 1940 zespół zajął 2. miejsce i ponownie awansował do Klasy A. Następnie II wojna światowa przeszkodziła prowadzić rozgrywki w latach 1941-1944. Po zakończeniu wojny klub w 1945 rozpoczął sezon w Pierwszej Grupie, w której występował do 1948. W 1948 zajął ostatnie 14. miejsce i został rozformowany.
W 1967 klub został odrodzony i występował w Klasie B, strefie 7 do 1969.
Dopiero w 2000 klub został ponownie odrodzony i występował najpierw w Mistrzostwach Rosji zespołów amatorskich, a od 2001 w Lidze Amatorskiej (LFL).

## Osiągnięcia
- 7. miejsce w Pierwszej Grupie ZSRR: 1946
- 1/4 finału w Pucharze ZSRR: 1944, 1946